# Comuna Cerăt, Dolj
Cerăt este o comună în județul Dolj, Oltenia, România, formată din satele Cerăt (reședința) și Malaica.

## Demografie
Componența etnică a comunei Cerăt
     Români (62,78%)
     Romi (17,28%)
     Alte etnii (0%)
     Necunoscută (19,95%)
Componența confesională a comunei Cerăt
     Ortodocși (79,67%)
     Alte religii (0,33%)
     Necunoscută (20%)
Conform recensământului efectuat în 2021, populația comunei Cerăt se ridică la 4.191 de locuitori, în scădere față de recensământul anterior din 2011, când fuseseră înregistrați 4.226 de locuitori. Majoritatea locuitorilor sunt români (62,78%), cu o minoritate de romi (17,28%), iar pentru 19,95% nu se cunoaște apartenența etnică. Din punct de vedere confesional, majoritatea locuitorilor sunt ortodocși (79,67%), iar pentru 20% nu se cunoaște apartenența confesională.

## Politică și administrație
Comuna Cerăt este administrată de un primar și un consiliu local compus din 13 consilieri. Primarul, Ionuț Octavian Barbu[*], de la Partidul Social Democrat, este în funcție din 2012. Începând cu alegerile locale din 2024, consiliul local are următoarea componență pe partide politice:
|  | Partid                          | Consilieri | Componența Consiliului | Componența Consiliului | Componența Consiliului | Componența Consiliului | Componența Consiliului | Componența Consiliului | Componența Consiliului |
|  | ------------------------------- | ---------- | ---------------------- | ---------------------- | ---------------------- | ---------------------- | ---------------------- | ---------------------- | ---------------------- |
|  | Partidul Social Democrat        | 7          |                        |                        |                        |                        |                        |                        |                        |
|  | Partidul Național Liberal       | 4          |                        |                        |                        |                        |                        |                        |                        |
|  | Alianța pentru Unirea Românilor | 2          |                        |                        |                        |                        |                        |                        |                        |